# Kupa (dopływ Sawy)
Kupa (chorw. Kupa, słoweń. Kolpa) – rzeka w Chorwacji, prawostronny, główny dopływ Sawy, o długości 296 km.
Jest trzecią co do wielkości rzeką w Chorwacji i jedną z najczystszych rzek w tym kraju. Często wzdłuż jej biegu wytycza się północną granicę Półwyspu Bałkańskiego.
Bierze swój początek niedaleko wsi Crni Lug (320 mieszkańców), zaliczanej do najładniejszych krajobrazowo miejsc w Chorwacji, leżącej na wysokości 730 m n.p.m. Wieś jest siedzibą dyrekcji Parku Narodowego Risnjak. Rozciągają się tu górskie łąki, rosną lasy sosnowe i jałowce. We wschodniej części Gór Dynarskich Kupa tworzy wraz z innymi rzekami (Una, Vrbas, Bosna, Drina) gęstą sieć dopływów Sawy. Na pewnym odcinku stanowi granicę między południowo-wschodnią Słowenią a Chorwacją. Przepływa przez Karlovac i od tego miasta jest żeglowna. Przy jej ujściu do Sawy, na południowy wschód od Zagrzebia, leży 46-tysięczne miasto Sisak – duży ośrodek przemysłowy z portem rzecznym i ważny węzeł kolejowy i drogowy. W jego pobliżu – wydobycie ropy naftowej.
Bierze początek z krasowego źródła i początkowo jej dolina ma charakter krasowy, tworząc kanion, określany przez przyrodników jako dolina motyli. W dolinie tej stwierdzono występowanie ponad stu gatunków tych owadów. W dolnym biegu przybiera charakter rzeki nizinnej. Rzeka jest istotnym w skali Chorwacji siedliskiem takich gatunków jak skójka gruboskorupowa, boleń pospolity, brzanka Barbus balcanicus, koza wielka, głowacz białopłetwy, minóg Władykowa, różanka europejska, kiełb Kesslera, kiełb Romanogobio vladykovi, płoć Rutilus virgo, kózka bałkańska, czop żółty, a zwłaszcza Alburnus sarmaticus, głowacica, kiełb długowąsy i koza dunajska. Żyją w niej też wydra europejska i bóbr europejski. Nad rzeką znajdują się ważne w skali Chorwacji płaty siedlisk przyrodniczych typu źródlisk wapiennych i ziołorośli nadrzecznych oraz lasów łęgowych Carici brizoides-Alnetum. Rzeka przepływa również przez inne obszary Natura 2000, m.in. chorwackie Gorski kotar i sjeverna Lika lub Pokupski bazen czy słoweńskie Kočevsko.
W planie gospodarowania wodami na obszarze dorzecza Dunaju z 2010 słoweński odcinek rzeki podzielono na trzy jednolite części wód: SI21VT13 (Kolpa Osilnica-Petrina), SI21VT50 (Kolpa Petrina-Primostek) i SI21VT70 (Kolpa Primostek-Kamanje). Żadnej nie wyznaczono jako wód silnie zmienionych. W międzynarodowym planie dla dorzecza Dunaju z 2009 podano, że stan ekologiczny wód najdłuższej z nich był umiarkowany, a pozostałych dobry i bardzo dobry.
W 2018 po słoweńskiej stronie Kupy wyznaczone było 9 kąpielisk, a jakość ich wód klasyfikowano jako dobrą lub doskonałą.
Chorwacki geofizyk, Andrija Mohorovičić (1857–1936), badając bliskie trzęsienie ziemi w dolinie rzeki Kupa, stwierdził, że we wnętrzu Ziemi występuje nieciągłość właściwości sprężystych i gęstości ośrodka. Zjawisko zostało nazwane nieciągłością Mohorovičicia.
Kupa i jej dolina jest specjalnym obszarem ochrony siedlisk Kupa o kodzie HR2000642.